# Wonder Girls
Wonder Girls (korejsky 원더걸스) byla jihokorejská dívčí skupina vytvořená společností JYP Entertainment. Skupina debutovala v únoru 2007 singlem „Irony“ s pěti členkami: Yeeun, Sunye, Sunmi, Hyuna a Sohee. Po odchodu Hyuny přišla do skupiny Yubin, což bylo před vydáním debutového alba The Wonder Years (2007). Album obsahuje jejich singl hit „Tell Me“, který se umístil na prvních pozicích v různých jihokorejských hitparádách.
Skupina Wonder Girls se pak stala jednou z nejlepších dívčích skupin v zemi po vydání písniček „So Hot“ a „Nobody“, které vyšly v roce 2008. Píseň „Nobody“ se umístila na 27. pozici hitparády Billboard Hot 100 poté, co byla jako singl uvedena v USA v roce 2009. Tím se Wonder Girls stala první jihokorejskou skupinou, která se dostala do této hitparády.
Wonder Girls jsou známé jako „královny jihokorejského retro“ protože jejich hudba obsahuje prvky z 60., 70. a 80. let. Skupina se po neúspěšném vyjednávání s některými jejími členkami oficiálně rozpadla 26. ledna 2017. 10. února 2017 vydaly svůj poslední singl „Draw Me“, který také sloužil jako oslava desátého výročí.

## Členky
Skupina se v době svého začátečního úspěchu v roce 2007 skládala z pěti členek: Sunye, Sohee, Hyuna, Sunmi a Yeeun. Hyuna krátce poté ve stejném roce opustila skupinu kvůli obavám o své zdraví. Ke skupině se přidala Yubin. V roce 2010 opustila skupinu Sunmi, aby se věnovala vysokoškolskému studiu. Náhrada za ni byla vybrána stážista Hyerim. Sohee odešla ze skupiny na konci roku 2013 po vypršení smlouvy se společností JYP Entertainment, zatímco Sunye skupinu opustila na konci roku 2014; ovšem oficiálně to bylo vyhlášeno až v červenci 2015.  Sunmi se vrátila ke skupině k členkám Yeeun, Yubin a Hyerim při návratu skupiny na scénu v roce 2015. Jako čtyřčlenná skupina zůstaly Wonder Girls až do jejich rozpuštění v roce 2017.

## Diskografie
- The Wonder Years (2007)
- Wonder World (2011)
- Reboot (2015)